# لانگویل (مینه‌سوتا)
لانگویل، مینه‌سوتا (به انگلیسی: Longville, Minnesota) یک شهر در ایالات متحده آمریکا است که در شهرستان کاس (ابهام‌زادیی) واقع شده‌است.

## خصوصیات
لانگویل ۲٫۲۳ کیلومترمربع مساحت و ۱۵۶ نفر جمعیت دارد و ۴۰۶ متر بالاتر از سطح دریا واقع شده‌است.